# Carl Hundhausen
Carl Hundhausen (* 1. November 1893 in Ückendorf; † 15. April 1977 in Essen-Rüttenscheid) war ein deutscher Kommunikationsmanager und -berater. Er gilt als Wegbereiter der Public Relations in Deutschland.

## Leben und Werk
Hundhausen wurde als Sohn eines Kolonialwarenhändlers geboren und besuchte von 1900 bis 1908 die Volksschule. Anschließend arbeitete er im elterlichen Kolonialwarengeschäft. Von 1909 bis 1912 machte er eine Lehre als Schuhmacher, bestand seine Gesellenprüfung am 17. Januar 1912 theoretisch und praktisch mit „gut“. Anschließend verdingte er sich bis 1914 als Schuhmachergeselle in verschiedenen Werkstätten.
Am 24. November 1914 trat er als Berufssoldat in das Heer ein und wurde als etatmäßiger Vizefeldwebel und Bataillonsschreiber am 9. Dezember 1918 aus selbigem entlassen.
Vom 19. März 1919 bis 2. Februar 1922 war er Korrespondent in der Kasse des Versorgungsamtes Essen. Während dieser Zeit legte er am 20. September 1919 eine Einjährigen-Prüfung als Externer sowie Ende Oktober 1921 das Abitur als Externer an der Krupp-Oberrealschule in Essen ab. Am 8. November 1921 immatrikulierte er sich an der Universität Köln.
Ab dem 3. Februar 1922 arbeitete Hundhausen als Korrespondent in der Bankabteilung der Fried. Krupp AG und war von November 1924 bis Ende Februar 1925 zu Studienzwecken ohne Gehalt beurlaubt. Er legte sein Examen als Diplom-Kaufmann ab und war ab 1. November 1925 erneut beurlaubt. Am 16. Dezember 1925 wurde er zum Dr. rer. pol. promoviert.
Von 1927 bis 1931 übte er eine Banktätigkeit in den USA aus und kehrte als Verkaufsdirektor der Firma Hillers in Solingen nach Deutschland zurück. Zum 1. Mai 1933 trat Hundhausen der NSDAP bei (Mitgliedsnummer 3.476.006). 1944 erfolgte sein Eintritt als kaufmännischer Direktor bei der Firma Krupp-Widia, wo er bis Ende September 1956 blieb. In den 1950er Jahren wurde er von Krupp damit beauftragt, das in der Öffentlichkeit vorherrschende Bild vom Kriegsverbrecher-Konzern in ein ausschließlich positives Image zu transformieren. Der Medienforscher Peer Heinelt fasst Hundhausens Vorgehen so zusammen: „Die von ihm entwickelte Strategie, die Vergabe von Anzeigenaufträgen an eine Krupp-freundliche Berichterstattung zu knüpfen, war erfolgreich.“ ()
1958 wurde er Direktor der Fried. Krupp Stabsabteilung (Werbung, Presse- und Volkswirtschaftliche Abteilung, Archiv) und betreute bis Ende 1958 Sonderaufgaben. 1959 trat er in den Ruhestand; bis 1963 blieb er dem Unternehmen als Berater verbunden.
Hundhausen war zudem von 1952 bis 1969 geschäftsführendes Vorstandsmitglied des Gemeinnützigen Vereins Villa Hügel e.V. In dieser Eigenschaft zeichnete er für viele Kunstausstellungen nach Räumung der Villa Hügel durch die Alliierten ab 1952 verantwortlich. Das „Haus Industrieform“ (nach Umzügen in die Synagoge und ins Amerikahaus Ruhr heute als Red Dot Design Museum bekannt) ist sein Werk.
Hundhausen war von 1958 bis 1960 Vorsitzender der Deutschen Public-Relations-Gesellschaft. Ab 1969 war er geschäftsführendes Vorstandsmitglied des von ihm mitgegründeten Deutschen Plakat-Museums.
Ab 1955 arbeitete Hundhausen als Lehrbeauftragter und ab 1961 war er Honorarprofessor an der Technischen Hochschule Aachen (Public Relations für industrielle Unternehmungen) sowie ab 1960 Dozent an der Folkwangschule für Gestaltung (Leitung des Instituts für wirtschaftliche Werbelehre).
Hundhausen wurde auf dem Essener Ostfriedhof beigesetzt.

## Preise und Auszeichnungen
Hundhausen erhielt zahlreiche Ehrungen und Auszeichnungen, so u. a. die Ehrendoktorwürde (Dr. rer. pol. h. c.) der Universität Erlangen-Nürnberg (1963), die Viktor-Mataja-Medaille (1958) sowie den Dr.-Hegemann-Preis (1964), die Wilhelm-Vershofen-Gedächtnis-Medaille (1966), die Ehrenplakette der Stadt Essen (1969) und den päpstlichen Silvesterorden (Komtur; 1973).

## Schriften
- Amerika 1950–1960. Kontinentale Nation und Weltmacht. Essen, 1950.
- Werben oder beherrschen. Über Wesen und Bedeutung der Wirtschaftswerbung. Essen, 1950. Digitalisat
- Werbung um öffentliches Vertrauen. 1951.
- Wesen und Formen der Werbung. 1954.
- Industrielle Publizität als Public Relations. Essen, 1957.
- Wirtschaftswerbung. Berlin, 1971.
- Propaganda. Grundlagen, Prinzipien, Materialien, Quellen. Essen 1975
- Übersetzung der Schriften Hobarts und Youngs u. a.

## Belege
1. ↑  Bundesarchiv R 9361-IX KARTEI/17410106
2. ↑  Peter Mantel: Betriebswirtschaftslehre und Nationalsozialismus: Eine institutionen- und personengeschichtliche Studie. Wiesbaden : Gabler, 2010, ISBN 978-3-8349-8515-6, S. 731f.
3. ↑  
Peer Heinelt: Nachholbedarf für Public Affairs? – Widersprüche eines PR-Profis. In: M – Menschen Machen Medien. 2003 (verdi.de – Artikel, der über die Arbeitspraxis Hundhausens für Krupp berichtet).
4. ↑  Erwin Dickhoff: Essener Köpfe. Hrsg.: Stadt Essen–Historischer Verein für Stadt und Stift Essen. Klartext-Verlag, Essen 2015, ISBN 978-3-8375-1231-1, S. 165.

| Personendaten    | Personendaten                       |
| ---------------- | ----------------------------------- |
| NAME             | Hundhausen, Carl                    |
| KURZBESCHREIBUNG | deutscher Public-Relations-Fachmann |
| GEBURTSDATUM     | 1. November 1893                    |
| GEBURTSORT       | Gelsenkirchen-Ückendorf             |
| STERBEDATUM      | 15. April 1977                      |
| STERBEORT        | Essen-Rüttenscheid                  |